# Bataille de Besançon (1575)
Vous lisez un « bon article » labellisé en 2011.
Pour les articles homonymes, voir Siège ou bataille de Besançon.
Guerres de religion
La bataille de Besançon de 1575 parfois dénommée la surprise de Besançon, est une bataille qui a lieu les 20 et 21 juin 1575 dans la ville de Besançon (à l'époque ville libre relevant du Saint-Empire romain germanique), entre les réformés et les catholiques de la ville. Les huguenots, majoritairement d'anciens Bisontins expulsés pour cause d'hérésie quelques mois ou années auparavant, se sont réfugiés en Suisse ou à Montbéliard, où ils ont levé une armée afin de prendre Besançon et d'en faire un bastion de la Réforme. Plusieurs centaines de soldats marchent alors en direction de la ville, mais des imprévus font qu'une partie de la troupe est bloquée. C'est donc seulement une centaine d'hommes qui s'apprête à donner l'assaut. Après qu'ils ont pénétré dans la cité, une bataille s'engage, dont l'issue est une écrasante victoire catholique. La majorité des protagonistes protestants parviennent cependant à s'enfuir ; les assaillants capturés sont quant à eux pendus avec les Bisontins réputés traîtres. Cet événement a notamment pour conséquence une reprise en main définitive de la région par l'Église catholique, après plusieurs décennies d'expansion protestante.

## Contexte

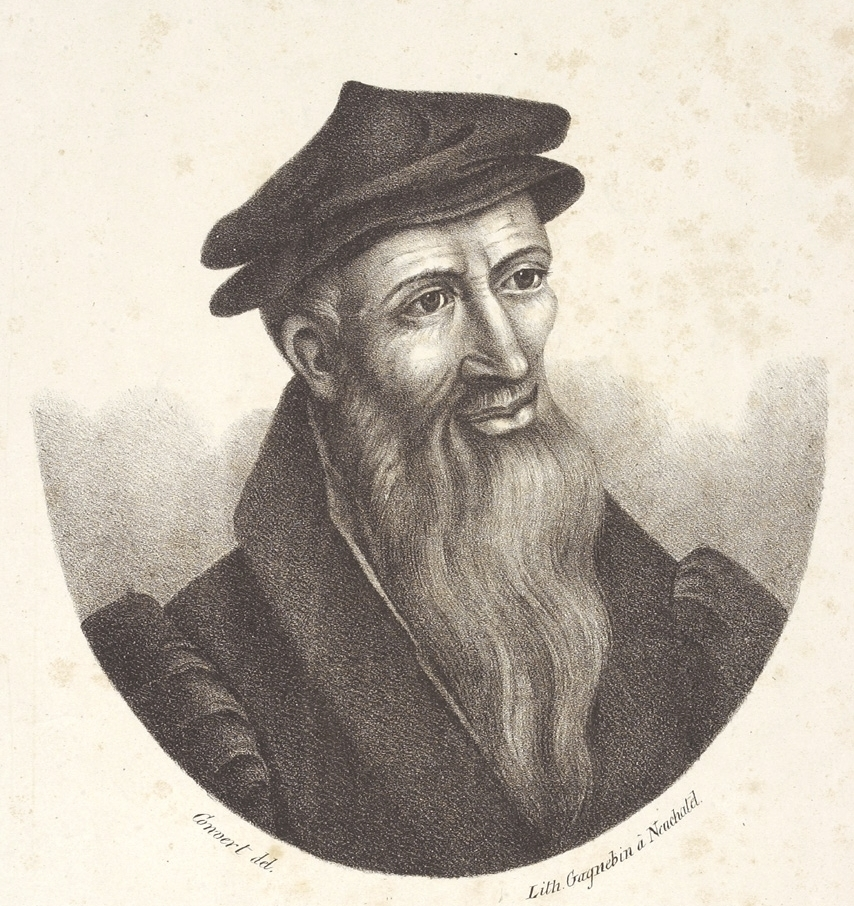
Guillaume Farel.

À Besançon, la Réforme apparaît de très bonne heure comme en témoignent les exécutions dès 1528 d'un religieux suspecté d'être réformé et d'un certain Lambellin, et l'expulsion de Simon Gauthiot d'Ancier. Toutefois, les idées nouvelles gagnent surtout une large audience à partir de 1538 grâce aux prêches de Guillaume Farel, et sans doute de ses confrères Théodore de Bèze et Jean Calvin, bien que leur venue dans la ville soit mise en doute.
Malgré les poursuites, les châtiments et même l'adoption d'un édit bannissant les protestants de la ville, l'archevêque Antoine Ier de Vergy a du mal à contenir la propagation des idées protestantes qui se diffusent au travers d'un prosélytisme actif, de rassemblements religieux et occasionnent des attentats iconoclastes. En 1562, le massacre de Wassy voit naître les guerres de religion, véritable guerre civile qui ravage le royaume de France. La cité de Besançon est, à cette époque, une ville largement autonome relevant du Saint-Empire romain germanique. Elle est relativement épargnée par le conflit à ses débuts. Toutefois, malgré les restrictions, de nombreux réformés français affluent dans la ville, qui semble devenir majoritairement protestante.
À partir de 1571, la situation change brusquement à Besançon, puisque les incidents communautaires deviennent si importants que le parlement municipal en appelle à Philippe II d'Espagne, suzerain très engagé dans la lutte contre l'"hérésie", à savoir ici le protestantisme. Le nouvel archevêque, Claude de La Baume, demande alors que soit expulsé sans ménagement toute personne soupçonnée d'hérésie. Un comptage minutieux des protestants est orchestré par les pouvoirs locaux, qui en conséquence expulsent une cinquantaine de fidèles de la ville et en font fuir de nombreux autres, qui se réfugieront en Suisse ou à Montbéliard. On note par exemple le cas de Charles Mercier, chirurgien dans la ville, chassé dans ce contexte et réfugié à Montbéliard. En 1572, le massacre de la Saint-Barthélemy provoque un regain de violence dans la région, et les expulsés, réunis à Montbéliard et Neuchâtel, décident de prendre Besançon et d'en faire un bastion protestant à l'est de la France, à l'image de La Rochelle à l'Ouest. La marche sur la cité est amorcée en juin 1575,.

## La bataille

### Prémices
Désireux d'une réelle revanche, les protestants francs-comtois persécutés et expulsés accueillis en Suisse et à Montbéliard organisent la prise de Besançon avec l'appui d'une partie des populations de ces régions,,. Les effectifs annoncés au départ sont surprenants par leur nombre : 400 soldats à la frontière, 300 Suisses rassemblés par François de Lette, baron d'Aubonne ; 150 hommes de Montbéliard, dont la moitié à cheval ; la promesse d'un renfort venu de Lorraine, ainsi que pas moins de 6 000 hommes qui auraient été fournis par les Allemands après la prise de la ville. Un petit contingent supplémentaire est également espéré grâce à des tractations sur le chemin de la cité. Cependant les habitants de Besançon, persuadés de subir un jour ou l'autre une attaque protestante, étaient sur leurs gardes. L'assaut devait alors être minutieux et ne comporter aucun imprévu. Le plan prévoyait que les protestants de Montbéliard devaient investir le quartier de Battant, pendant que ceux de Neuchâtel passeraient par la porte Notre-Dame.

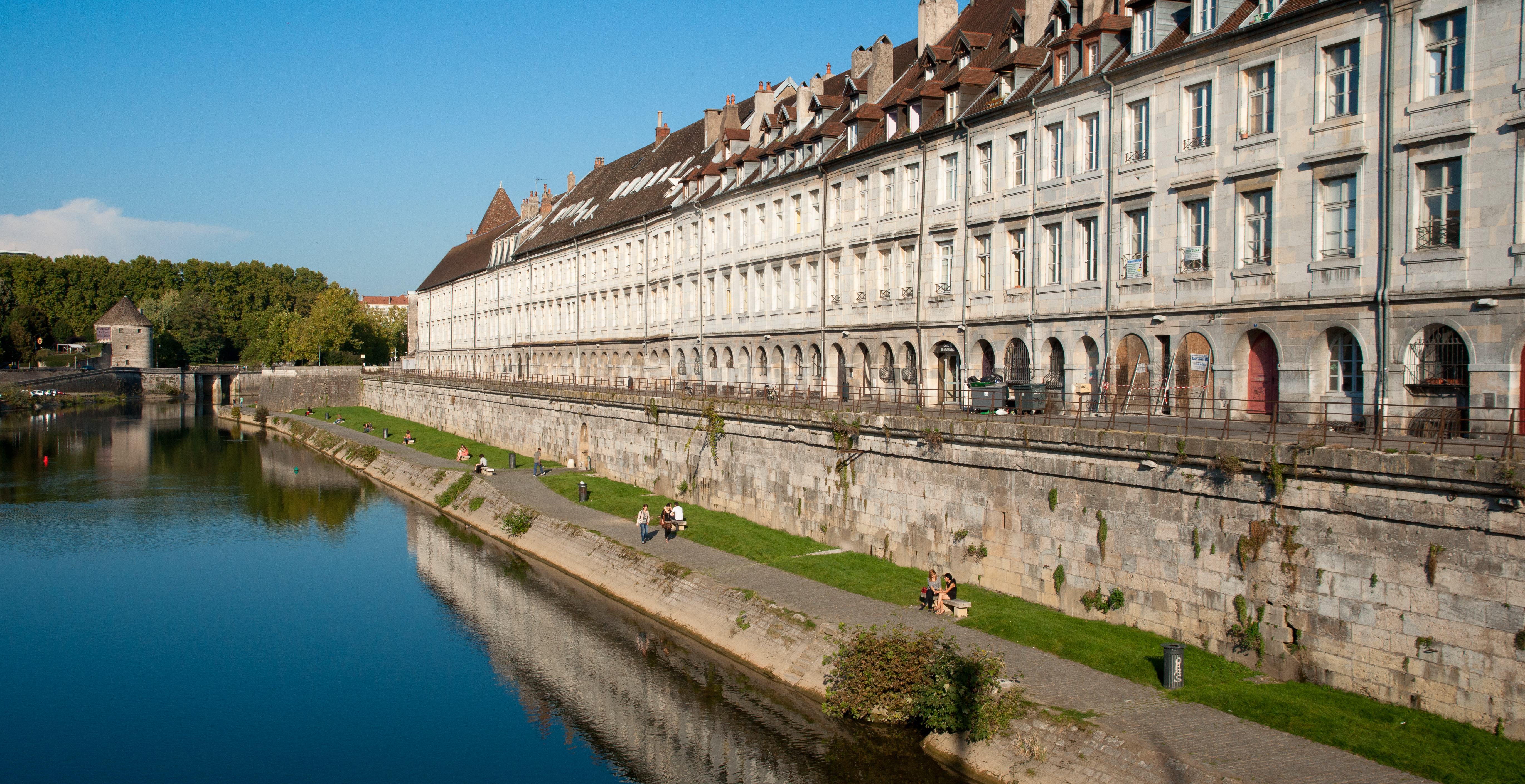
Le quai Vauban avec en fond, la tour de la Pelote.

Dans la nuit du 20 au 21 juin 1575, deux corps protestants armés en provenance de Montbéliard et de Neuchâtel font route en direction de Besançon. Une partie du groupe de Neuchâtel renonce cependant à la bataille car leur requête de paie supplémentaire n'a pas reçu satisfaction. L'autre partie du groupe est quant à elle arrêtée en amont par les habitants du val de Morteau,,, et doit se replier après un combat acharné. La troupe de Montbéliard parvient seule à la cité avec environ 150 hommes, accompagnée de quelques autres embauchés sur la route. Bien que ne trouvant pas l'autre groupe au point de rendez-vous et l'ayant attendu une partie de la nuit, les soldats de cette petite armée sous le commandement du capitaine Paul de Beaujeu décident de mettre le projet à exécution. Arrivés à Palente vers minuit, ils se cachent dans la forêt de Chalezeule, pendant qu'un Français protestant s'introduit dans la cité pour établir un plan d'attaque, prétextant rechercher des antiquités. L'introduction des troupes se fait alors par la tour de la Pelote, à l'aide d'une douzaine de petites barques mises bout à bout afin de créer un ponton, permettant ainsi à la troupe de franchir le Doubs. Les assaillants comptent également sur la complicité de bourgeois de la ville pour mener à bien l'opération,.

### L'affrontement
Équipés d'échelles, de cordes, d'armes et de munitions, les assaillants parviennent à obtenir les clés de la porte de Battant grâce à un dénommé Le Goux après avoir menacé le notaire Jean Papay. Ils marchent sur le pont Battant, puis envahissent le cœur de la ville pour s'apprêter à l'assaut, avec l'aide d'habitants, dont le dénommé Recy et le tapissier Augustin. Ils se saisissent de l'armement situé près de la porte, et veulent mettre à sac l'archevêché, les églises, et tuer les prêtres et dirigeants ecclésiastiques. Les protestants se séparent alors en plusieurs groupes : une partie attend à la porte Battant, tandis qu'environ 70 hommes à cheval et à pied rejoignent la place Saint-Quentin (actuelle place Victor-Hugo), en une section qui emprunte la grande rue, et l'autre qui passe par la rue des Granges, les deux parties enrôlant la plupart des habitants sur leur passage. Plusieurs maisons auraient alors été saccagées, telles celles de Madame de Thoraise, de Chavirey et d'autres demeures, ainsi que l'hôtel de ville dont l'assaut aurait fait un blessé parmi les catholiques.
Arrivés au point de ralliement à l'aube, François de Vergy, comte de Champlitte, parent de Guillaume et membre de la Maison de Vergy, qui avait eu vent de leurs desseins grâce aux multiples alarmes relayées par les habitants, s'approche de la troupe, et leur posa cette question : « Amis ou non ? », auquel les insurgés répondirent par un coup de feu et « L'évangile, ville gagnée. » Après plusieurs échanges de coups de feu, les combats se déplacent Grande rue, et les protestants prennent alors largement l'avantage, notamment grâce à deux pièces d'artillerie prises aux portes de la ville et à leur poste dans des maisons. Alors que le combat avait commencé depuis deux heures déjà, un groupe de prêtres et de religieux menés par François de Vergy s'y engagèrent munis de trois canons. La première, puis la deuxième pièce ne fonctionnent pas, ce qui enivre un peu plus les assaillants qui redoublent d'intensité dans leurs tirs, et provoque un doute grandissant dans les rangs catholiques malgré le fait qu'aucun des 300 hommes ne passe dans l'autre camp. C'est alors que le troisième canon, en ultime essai, est pointé contre l'ennemi, et envoie à deux reprises des décharges qui provoquent la panique chez l'adversaire. La lutte tourne court pour les réformés : les  canons,, les armes à feu, les couteaux et tous les objets contondants sont utilisés pour mettre un terme à la « surprise », avec en tête l'archevêque Claude de La Baume qui prend personnellement part aux combats,. Bien que surpris par ce revers, les assaillants ripostent vigoureusement, mais le chef protestant est gravement blessé, son cheval ayant été touché par un certain Mairet. Cela provoque le désordre dans les troupes huguenotes et provoque leur fuite. De nombreux Bisontins y contribuent, avec l'artillerie surtout, mais également grâce aux femmes qui, de leurs balcons, jetaient tout ce qui leur passait sous la main.
Pris entre deux feux de par la mobilisation des citoyens sur un autre front, notamment depuis des caves, les assaillants encore épargnés par les balles etu les boulets décident de fuir définitivement jusqu'à la porte de Battant, d'où ils étaient venus. Ils trouvent alors la herse descendue, et ne pouvant reprendre les barques pour traverser le Doubs, certains se jettent directement dans la rivière pour la traverser ; un bon nombre se noient,,. Un registre parle d'un orfèvre originaire de Montbéliard, Guillaume Laboral, qui mourut de cette façon. Les malheureux qui ne se sont pas faits massacrer sur place sont capturés et subiront par la suite l'échafaud ou la potence avec d'autres supplices le jour même ou durant la semaine. Cependant au total, on compte seulement une vingtaine de protestants tués directement au combat, et une quinzaine de noyés. Parmi les victimes, il y a le chroniqueur Jean Bonnet, ainsi que La Suitte, serviteur du marchand Henri Paris. D'après les registres, les traîtres exécutés sont le fils de l'orfèvre Sayye, un horloger, un des fils du notaire Ligier, un dénommé le Corderot, plusieurs autres personnes inconnues ou étrangères ainsi que l'orfèvre Lavorat et le tapissier Augustin. L'abbé de Faverney Antoine d'Achey et une milice de Vesoul furent dépêchés sur place afin de porter secours à la ville, ne sachant pas que la bataille était déjà finie. Le gouverneur des Pays-Bas adressa tout de même ses remerciements à l'abbé pour cet acte jugé honorable.

### Suites et conséquences

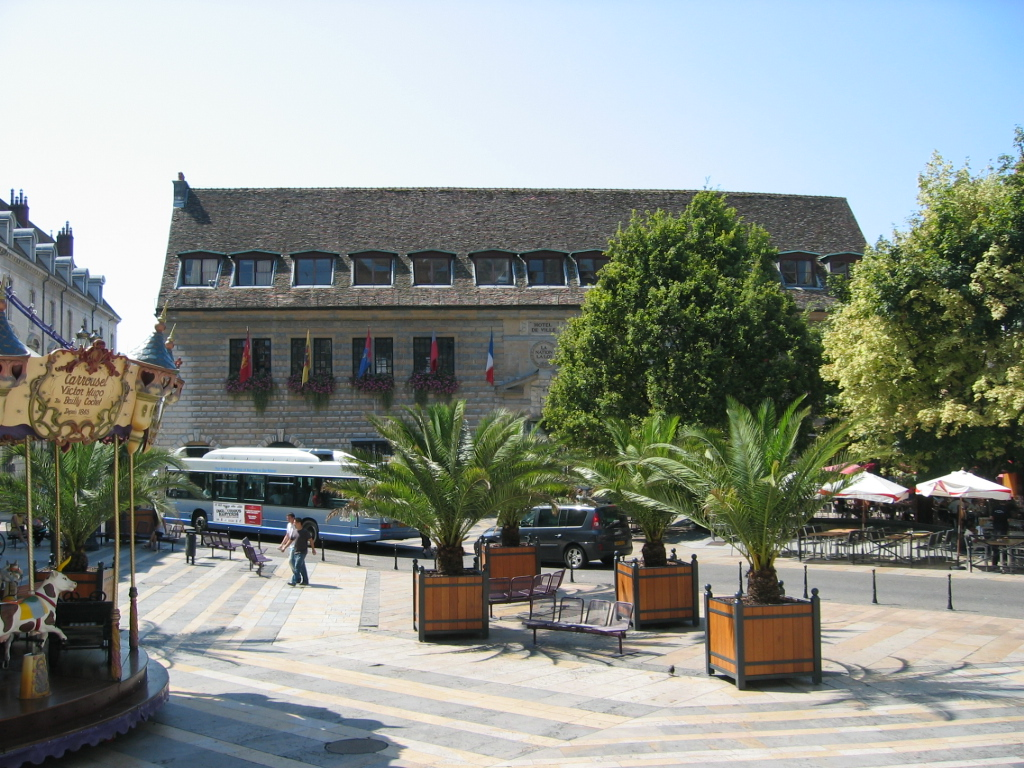
L'hôtel de Ville et la place du Huit septembre, où les exécutions des assaillants et des traitres eurent lieu.

Le lendemain matin, une quarantaine de jeunes de la ville issus des classes aisées, soupçonnés d'avoir directement participé ou facilité l'intrusion des protestants, sont exécutés après de longs supplices. D'autres citoyens soupçonnés d'hérésie subissent soit le même sort, soit sont emprisonnés, exilés ou pillés. Afin de faire l'exemple, des potences sont érigées intramuros et de nombreuses personnes sont pendues publiquement devant l'hôtel de Ville. Parmi elles on note l'exemple du mercier Pierre Nicolas dit Guyon, pendu devant les halles et dont le corps fut élevé en dehors de la ville au signe patibulaire dans le secteur de la Combe Saragosse. Les quelques protestants jugés à la suite des faits sont pendus, décapités, écartelés, ou encore traînés sur la claie. Des témoignages et gravures relatent que certains cadavres étaient découpés et les morceaux exposés aux portes de la ville,. Plusieurs messes sont célébrées aux chapitres de Saint-Étienne et de Saint-Jean pour fêter la défaite des huguenots et promouvoir l'église romaine.
Claude de La Baume instaure une fête locale, le 21 juin, en mémoire de la victoire des catholiques. Il est promu cardinal en 1578 par le pape Grégoire XIII pour avoir su gagner cette bataille et obtient une pension de 1 000 ducats d'or de la part du roi d'Espagne. Les habitants de Morteau, qui avaient stoppé les troupes de Neuchâtel, furent promus citoyens de Besançon et reçurent d'importantes compensations financières pour les victimes et leurs familles. Enfin, une chanson fut réalisée pour cette victoire, et une croix fut élevée sur le pont Battant pour commémorer l'événement. La principauté de Montbéliard, dont les responsabilités sont pointées du doigt et peut de fait aussi subir les conséquences de cet événement, nie publiquement sa participation, et n'accepte aucun réfugié de la bataille. Une partie significative des villes de Suisses adoptent la même position. François de Lette, baron d'Aubonne, est poursuivi et contraint à l'exil. D'ailleurs Paul de Beaujeu, qui se réfugie d'abord à Montbéliard, doit aller en Suisse puis reprendre le chemin des batailles en France.
Les habitants du quartier de Battant sont depuis appelés les Bousbots ; ce gentilé fait référence à la résistance que les vignerons du quartier ont opposée à la tentative de prise de la ville, bous signifiant pousse et bots crapauds - selon la tradition locale, les protestants auraient, lors de l'affrontement de 1575, planté des crapauds sur des pieux pour effrayer l'adversaire. Par la suite, il fut imposé à la ville d'accueillir une garnison permanente de 600 hommes. Même si on note des offices clandestins et une nouvelle poussée des protestants en 1605, la communauté s'éteint lentement. Dès lors, l'Église catholique romaine reprend ses droits, et la ville redevient un bastion "papiste". Durant deux siècles, le protestantisme bisontin est réprimé et son existence effacée. Après le rattachement de Besançon au royaume de France par les traités de Nimègue en 1678, la Révocation de l'édit de Nantes en 1685 voit des scènes d'abjurations forcées de huguenots à l'église Saint-Pierre . Il faudra attendre l'Édit de Versailles et plus encore la Déclaration des droits de l'homme et du citoyen de 1789 pour que les protestants puissent vivre à Besançon sans contraintes,.